# José Antonio Páez (Yaracuy)
José Antonio Páez é um município da Venezuela localizado no estado de Yaracuy.
A capital do município é a cidade de Sabana de Parra.